# Свердлов, Михаил Игоревич
Михаи́л И́горевич Све́рдлов (род. 17 февраля, 1966, Москва) — российский литературовед, историк литературы, кандидат филологических наук.

## Биография
Михаил Свердлов родился в 1966 году в Москве. В 1984—1986 годах служил в Советской армии.
В 1990 году окончил филологический факультет Московского государственного педагогического института имени В. И. Ленина по специальности «Русский язык и литература».
В 1990—1994 годах учился в заочной аспирантуре Литературного института имени А. М. Горького. В 1995 году защитил диссертацию на соискание учёной степени кандидата филологических наук в Московском педагогическом государственном университете (МПГУ) на тему «Тема детства в английской оде XVII—XIX веков».
В 1991—1995 годах работал старшим преподавателем кафедры культурологии МПГУ. В 2004—2007 годах был редактором журнала «Вопросы литературы». С 2008 года — доцент-совместитель кафедры филологии Московского института открытого образования. В 2009—2013 годах готовил сборную Москвы к Всероссийской олимпиаде по литературе. С 2012 года — доцент кафедры филологии Высшей школе экономики, доцент факультета гуманитарных наук; в 2014, 2015, 2016 годах признавался «лучшим преподавателем». Старший научный сотрудник отдела литератур Европы и Америки новейшего времени Института мировой литературы имени А. М. Горького РАН.
Область научных интересов: английская литература XVII—XX веков, русская литература XIX—XX веков, современная русская и зарубежная литература, теория литературы, методика преподавания литературы.
Один из авторов «Энциклопедического словаря английской литературы XX века», коллективной монографии «Английская литература XIX века к XX, от XX к XIX: проблемы взаимодействия литературных эпох».
В соавторстве с Олегом Лекмановым написал биографии Сергея Есенина, Николая Олейникова и Венедикта Ерофеева (последняя — также в соавторстве с Ильёй Симановским). Книга «Венедикт Ерофеев: посторонний», изданная в 2018 году к 80-летнему юбилею автора поэмы «Москва-Петушки», стала первой биографией писателя.